# Gonzalo Iturbe
Gonzalo Iturbe Álvarez (* 21. Dezember 1921 in Unquera, Kantabrien; † 29. Oktober 1959) war ein spanischer Fußballspieler, der vorwiegend im (defensiven) Mittelfeld agierte.

## Laufbahn
Iturbe begann seine Laufbahn 1942 beim FC Sevilla, bei dem er bis 1945 unter Vertrag stand. Nach der kriegsbedingten Pause spielte er von 1946 bis 1948 beim Zweitligisten RCD Mallorca, bevor er in den Spielzeiten 1948/49 und 1949/50 für Real Oviedo erneut in der höchsten spanischen Spielklasse zum Einsatz kam.
Nachdem Real Oviedo 1950 in die Segunda División abgestiegen war, wechselte Iturbe nach Mexiko, wo er bis 1954 beim Puebla FC unter Vertrag stand. In der Saison 1952/53 gewann Iturbe mit den Camoteros den mexikanischen Pokalwettbewerb.
1954 wechselte er zu Deportivo Toluca, für die er mindestens bis 1956 spielte.

## Erfolge
- Mexikanischer Pokalsieger: 1953